# 伊達インターチェンジ
伊達インターチェンジ（だてインターチェンジ）は、北海道伊達市松ヶ枝町にある道央自動車道のインターチェンジ。

## 歴史
- 1992年（平成4年）10月27日：室蘭IC - 伊達IC間が開通。
- 1994年（平成6年）3月30日：伊達IC - 虻田洞爺湖IC間が開通。
- 2000年（平成12年）
  - 3月29日：有珠山噴火の恐れが高まったため、伊達ICを含む周辺ICが順次通行止めとなる[1]。
  - 3月31日：室蘭IC - 長万部IC間が通行止めとなる[1]。
  - 4月2日：通行止区間が伊達IC - 豊浦IC間に短縮[1]。
  - 7月13日：豊浦IC - 虻田洞爺湖仮出入口間が開通[2]。
- 2001年（平成13年）
  - 2月9日：伊達IC - 虻田洞爺湖IC間の通行止めを解除[2]。
  - 6月30日：虻田洞爺湖仮出入口-虻田洞爺湖IC間が開通[2]。
- 2007年（平成19年）12月21日 : 国道230号新ルート完成と同時に、虻田洞爺湖ICが新ルート上に移設[3]。
- 2018年（平成30年）12月 : IC番号を「12」から「15」に変更[注 1]。

## 周辺
- 松ヶ枝企業団地
- 総合公園だて歴史の杜
  - 伊達市総合体育館
  - だて歴史の杜食育センター
  - だて歴史の杜カルチャーセンター
  - 道の駅だて歴史の杜
    - 伊達市観光物産館

  - だて歴史文化ミュージアム
  - 迎賓館
  - 旧三戸部家住宅
  - 伊達市立図書館

## 接続する道路
- 直接接続
  - 北海道道145号伊達インター線
  - 北海道道519号滝之町伊達線
- 間接接続
  - 国道37号

## 料金所
- ブース数：4

### 入口
- ブース数：2
  - ETC専用：1
  - 一般：1

### 出口
- ブース数：2
  - ETC専用：1
  - 一般：1

## 隣
E5 道央自動車道
(14)虻田洞爺湖IC - (15)伊達IC - 有珠山SA - (16)室蘭IC